# 国际共产主义者同盟
国际共产主义者同盟（英語：International Communist League，缩写为ICL）是一个毛派国际政党组织，2022年12月26日由来自14个国家的15个毛派组织建立。

## 历史
20世纪80年代起，毛派政党成立了两个国际组织：革命国际主义运动和马列主义政党和组织国际会议 (国际通讯)。前者于2012年正式解散，后者也于2017年停止运作。
2012年起，毛派政党每年发布五一国际劳动节联合声明。2016年首次提及“国际联合毛主义会议”与“一个新的毛主义国际组织”。
2022年1月4日，国际毛主义统一会议协调委员会（英語：Coordinating Committee for the Unified Maoist International Conference，缩写为CUMIC）发布《关于国际共产主义运动及其当前总政治路线商榷的提案》，邀请所有马列毛主义政党对该提案提出补充和反馈意见。多个毛主义政党参与了此次大讨论，他们对提案中的一系列提法和内容进行了辩论。12月26日，第一届国际毛主义统一会议召开，宣布成立国际共产主义者同盟。

## 成员
中文译名参照《共产国际》网刊。
| 国家     | 政党                                  | 缩写       |
| -------- | ------------------------------------- | ---------- |
| 奥地利   | 奥地利（毛主义）共产党成立委员会      | KG（m）KPÖ |
| 巴西     | 巴西共产党                            | P.C.B      |
| 智利     | 智利共产党红色派                      | FRPCCh     |
| 哥伦比亚 | 哥伦比亚共产党（红色派）              | PCC（FR）  |
| 哥伦比亚 | 无产阶级权力—哥伦比亚马列毛主义党组织 | PP-OP-MLM  |
|          | 厄瓜多尔共产党—红太阳                 | PCE-SR     |
| 芬兰     | 芬兰毛主义委员会                      | MKS        |
| 法國     | 毛主义共产党                          | PCM        |
| 德国     | 红旗委员会                            | KRF        |
| 墨西哥   | 墨西哥共产党重建委员会                | CR-PCM     |
| 挪威     | 为人民服务—共产主义联盟               |            |
| 秘魯     | 秘鲁共产党 (光辉道路)                 | PCP        |
| 西班牙   | 毛主义共产党                          | PCM        |
| 瑞典     | 瑞典共产主义者同盟                    |            |
| 土耳其   | 土耳其共产党/马列                     | TKP/ML     |